# Vester Nordlunde
Vester Nordlunde er en meget lille landsby på omkring 75 indbyggere, beliggende ca. 8 kilometer fra Nakskov. Den befinder sig i Lolland Kommune og tilhører Region Sjælland.
Før i tiden havde Vester Nordlunde en skole på Lucernevej, en kro, et brødudsalg og en telegrafstation (begge på Møllevang) .
Senere kom en smedie til, der lukkede først i 1980'erne samt en lille købmand.
Desuden havde Vester Nordlunde lucernefabrikken, som nu er overtaget af et brugtvarefirma ("Dem fra Nordlunde").
Her findes kirke fra 12. århundrede, med en tilhørende mindre kirkegård.
Vester Nordlunde var før i tiden et selvstændigt sogn, Nordlunde Sogn, som senere kom under Ravnsborg Kommune efter kommunalreformen i 70'erne; senere under Lolland Kommune efter kommunalreformen i 2007.

## Eksterne kilder
1. ↑  En historie fra Møllevang

- Møllen i Vester Nordlunde (Webside ikke længere tilgængelig)

|  | Denne artikel om lokaliteten Vester Nordlunde kan blive bedre, hvis der indsættes et (bedre) billede. Du kan hjælpe ved at afsøge Wikimedia Commons for et passende billede eller lægge et op på Wikimedia Commons med en af de tilladte licenser og indsætte det i artiklen. |

54°52′38″N 11°13′0″Ø / 54.87722°N 11.21667°Ø